# Fritz Gleerup
Fritz Gleerup (15. februar 1902 i København - 6. december 1973 i Gentofte) var en dansk tennisspiller medlem af B.93.
Fritz Gleerup vandt i perioden 1928-1933 totalt ni danske mesterskaber i tennis: syv i herredouble og to i mixed double.